# تياغو دوترا
تياغو دوترا (بالبرتغالية: Tiago da Silva Dutra‏) (17 سبتمبر 1990 بغرافاتاي في البرازيل - ) هو لاعب كرة قدم برازيلي في مركز الوسط. شارك مع منتخب البرازيل تحت 17 سنة لكرة القدم ومنتخب البرازيل تحت 19 سنة لكرة القدم ‏. أما مع النوادي، فقد لعب مع غريميو بورتو أليغرينزي ومكابي حيفا ونادي فياريال ونادي كريسيوما ونادي فياريال ب وأمريكا دي ناتال ‏.

## وصلات خارجية
- تياغو دوترا على موقع الاتحاد الدولي (مؤرشف)  (الإنجليزية)
- تياغو دوترا على موقع الاتحاد الأوربي (الإنجليزية)
- تياغو دوترا على موقع قاعدة بيانات كرة القدم.إي يو (الإنجليزية)
- تياغو دوترا على موقع Soccerway.com (الإنجليزية)
- تياغو دوترا على موقع عالم كرة القدم.نت (الإنجليزية)
- تياغو دوترا على موقع GSA (الإنجليزية)